# Horváth Zoltán (jogász, 1880–1945)
Horváth Zoltán (Újvidék, 1880. december 20. – Dachau, 1945. február 26.) ügyvéd, újságíró, országgyűlési képviselő. Egyike volt annak a három mártír országgyűlési képviselőnek – Bajcsy-Zsilinszky Endre kisgazda és Kabók Lajos szociáldemokrata képviselő mellett –, akik a nácizmus elleni harcban életüket vesztették.

## Élete
Római katolikus vallású családban született. Apja Horváth József főgimnáziumi tanár volt, aki igen szegény iparos családból származott; apai nagyapja kalocsai származású fazekas volt. Anyja, Bakos Matild ugyancsak iparos család gyermeke volt. A szülők Kiskunfélegyházán kezdték közös életüket, elsőszülött fiuk még ott született. 1876-ban azonban a családfő az újvidéki főgimnáziumban kapott tanári állást, így a többi testvér – köztük tehát Zoltán is – már ott látta meg a napvilágot. Érdekesség még Horváth Józseffel kapcsolatban, hogy 1891-ben ő volt a Csengőd települést alapító, mintegy 80 birtokos egyike.
Zoltán a középiskoláit szülővárosában, illetve Budapesten, a mai VII. kerületben található Barcsay utcai főgimnáziumban végezte el. Csengődi családi kapcsolatai révén ismerkedett meg a nála öt évvel idősebb Váry Albert későbbi főügyésszel, majdani sógorával, és feltehetőleg részben az ő hatására jogásznak tanult tovább magyar fővárosban; ott is avatták egyetemi tanulmányai végeztével jogi és államtudományi doktorrá. Diákévei alatt, már 1899-től az egyik vezéralakja volt az ellenzéki érzelmű ifjúságnak, egy ízben egy félévre ki is tiltották az egyetemről, egy engedély nélküli megmozdulásban való közreműködése miatt. Az eltiltást kihasználva bevonult egyéves önkéntes katonai szolgálatra.
1903-ban megszerzett diplomájával előbb Budapesten, majd a sárbogárdi járásbíróságon helyezkedett el; Sárbogárdon született első fia is. Miután viszont 1906-ban megszerezte ügyvédi oklevelét, Kiskunfélegyházára költözött – már mint nős, egy gyermekes családapa – és ott nyitott ügyvédi irodát, amire nem kis részben a saját és felesége felmenőit övező reputáció okán kapott lehetőséget. A városban már korán bekapcsolódott a helyi közéletbe, 1908-ban megválasztották a képviselő-testület tagjává, illetve tiszteletbeli tanácsnokká, a következő évben pedig Pest vármegye törvényhatósági bizottságának is a tagja lett. Az 1909–1911 között emelt félegyházi városháza körüli vitákban nem kis szerepe volt abban, hogy az épület a jelenlegi formájában valósult meg.
1914-ben, az első világháború kitörésekor már az első mozgósítás idején bevonult; előbb a déli harctéren szolgált, mint népfelkelő főhadnagy, majd Szegedre helyezték, ahol hadbíróként tevékenykedett, egy darabig szintén főhadnagyi, később századosi rendfokozatban.
1918 májusában közérdekből felmentették és vármegyei tiszti főügyésszé nevezték ki, azzal a feladattal, hogy a Pest vármegyében előfordult jelentősebb fegyelmi ügyek vizsgálatait folytassa le. A forradalmak idején a kiskunfélegyházi nemzeti tanács elnöke lett, s e minőségében igyekezett megőrizni a lakosság személyi és vagyoni biztonságát. Ehhez, illetve a hadiözvegyek segélyének biztosításához azonban pénzre volt szükség, aminek érdekében a lakosság tehetősebb rétegéhez fordult; segítségkérő felhívása olyan eredményes volt, hogy még a vele politikailag szemben álló városatyák némelyike is nagy összeggel járult hozzá ehhez az alaphoz.
A tanácsköztársaság idején, 1919 április végén viszont a várost végigfosztogató Lenin-fiúk túszként hurcolták el, fogságából csak május közepén szabadult. Megpróbáltatásai ellenére a kommün bukását követően, miután (1919. augusztus 6-án) a román csapatok bevonultak Félegyházára, arra törekedett, hogy a kommunista bűnösöknek törvényes bíróság előtt kelljen felelniük tetteikért – vagyis nem engedte őket a megszállók kezére adni –, sőt ügyvédként elvállalta kommunistasággal vádolt személyek védelmét is.
Már korán érdeklődést mutatott az országos politika iránt, 1910-től többször volt országgyűlési képviselőjelölt, de először csak 1922-ben választották meg, a félegyházi kerületben, a Függetlenségi 48-as és Kossuth Párt jelöltjeként. Ebben a ciklusban minden fontosabb törvényjavaslat vitájába bekapcsolódott, így hamar az ellenzék legismertebb tagjainak egyike lett. Közben, miután eldőlt, hogy az nem összeférhetetlen a parlamenti mandátummal, 1924-ben városi tiszti főügyésszé is kinevezték.
A következő két országgyűlési választáson, 1926-ban és 1931-ben kisebbségbe került – mindkét választást a kormánypárti dr. Kiss István nyerte –, városi tisztségeit azonban változatlanul viselte, így a kiskunfélegyházi helyi politikában továbbra is fontos szerepet játszott, illetve a város fejlesztésében is jelentős érdemeket szerzett. Újságíróként, illetve lapszerkesztőként is tevékenykedett: 1933-ban átvette a Félegyházán kiadott, Csonkamagyarország címet viselő, 1920 óta működő lapot, majd miután azt a belügyminiszter, egy, a Reichstag leégése tárgyában általa írott cikk miatt betiltotta, egyetlen névelőnyi változtatással – A Csonkamagyarország címmel – újraindította és felelős szerkesztőként további tíz éven át jelentette meg azt, hetilapként.
Ugyancsak 1933-ban történt, hogy a 48-as párt feloszlott, tagjai pedig vagy visszavonultak a közélettől, vagy – mint Horváth Zoltán is – átléptek a Független Kisgazdapártba; ennek jelöltjeként az 1935-ös országgyűlési választást követően ő is visszakerült a Parlamentbe. Mint képviselő, minden olyan törvényjavaslat ellen felszólalt, melyek sértették a jogegyenlőséget illetve az emberi szabadságjogokat. Képviselőházi pozícióját a soron következő, 1939-es általános választás eredményeként is megtarthatta: bár az egyéni választókerületi választást, az élénk kormánypárti kampány folytán elbukta, a Kisgazdapárt Dél-Pest megyei listájáról mégis, ezúttal is mandátumot szerzett.
1944. március 19-én a német hadsereg megszállta Magyarországot, s következő két hétben a német hatóságok több mint 3000 közéleti személyiséget tartóztattak le; köztük volt Horváth Zoltán is. Októberben a Lakatos-kormány ugyan közben tudott járni egyes letartóztatottak, így az ő visszaadása érdekében is; november 11-én azonban újból elhurcolták, majd néhány nap múltán Dachauba szállították. Külön büntetés volt számára, hogy a többi, akkor elhurcolt politikustársától is elszigetelték, utóbbiakat ugyanis együtt vitték a mauthauseni koncentrációs táborba. A rendkívül zsúfolt tábor embertelen viszonyai között halt meg, kiütéses tífuszban; tömegsírban temették el.

## Emlékezete
- Emlékét őrzi Kiskunfélegyházán, 1945 szeptembere óta egykori otthonának utcája, a Horváth Zoltán utca neve. (Lakóháza az utcában a 3. szám alatt állt, de már nincs meg, az 1980-as években lebontották, s a helyére üzletház épült.)